# Feldbahn auf Angaur
| Feldbahn auf Angaur                                                                                    | Feldbahn auf Angaur |
| --- | ------------------- |
| Feldbahn in den Phosphatbergwerken, um 1935                                                            |                     |
| Streckenverlauf im September 1944                                                                      |                     |
| Spurweite:                                                                                             | 600 mm (Schmalspur) |
| |                     |
| Streckenabschnitte: - Western RR - Milwaukee RR - Northern RR - Seaboard RR - Pacific RR - Southern RR |                     |

Die Feldbahn auf Angaur war eine von 1908 bis 1944 mit Lokomotiven betriebene Schmalspurbahn mit einer Spurweite von 600 mm auf der Insel Angaur.

## Geschichte
1899 wurde Angaur gemeinsam mit den übrigen Palauinseln zum Bestandteil der Kolonie Deutsch-Neuguinea. Der Phosphatabbau auf Angaur begann im Februar 1909 durch die Deutsche Südseephosphat AG und wurde von 1914 bis 1944 unter japanischer Verwaltung fortgesetzt.  Mechanisierte Methoden wurden kurz vor Beginn des Zweiten Weltkriegs eingeführt. Von Juni 1946 bis Juni 1947 wurde der Abbau von einem amerikanischen Auftragnehmer unter der Kontrolle der US-Marine durchgeführt.  Der Abbau wurde am 30. Juni 1949 von einem japanischen Unternehmen, der Phosphate Mining Co. Ltd. (Rinko Kaihatsu Kaisha) übernommen.
Der Bau der Feldbahn, einer Trocknungsanlage, eines Sägewerks, einer Verladestation, mehrerer Lagerhäuser, 32 europäischen Wohnhäusern und elf Arbeiterwohnheimen hinterließ heute noch sichtbare Spuren. Als die Deutsche Phosphatgesellschaft Vorbereitungen traf, um mit dem Abbau zu beginnen, wurden die 150 Inselbewohner in ein kleines Reservat in der südöstlichen Ecke der Insel umgesiedelt. Die Arbeitskräfte für den Abbau setzten sich aus palauischen, karolingischen, chamorranischen, philippinischen und chinesischen Arbeitern zusammen.
Bis 1911 verdoppelte sich die Zahl der ursprünglich 300 karolingischen Arbeitskräfte. Die Insel beherbergte nun eine multikulturelle Gemeinschaft von 600 Einwohnern: ein paar Dutzend Deutsche, Chinesen, einige Chamorros und Filipinos sowie die fünfhundert Karoliner von verschiedenen Inseln, die dort arbeiteten. Die Deutsche Südseephosphat AG exportierte 1912 aus Angaur 45.000 t Phosphat und 1913 bereits 54.000 t Phosphat.

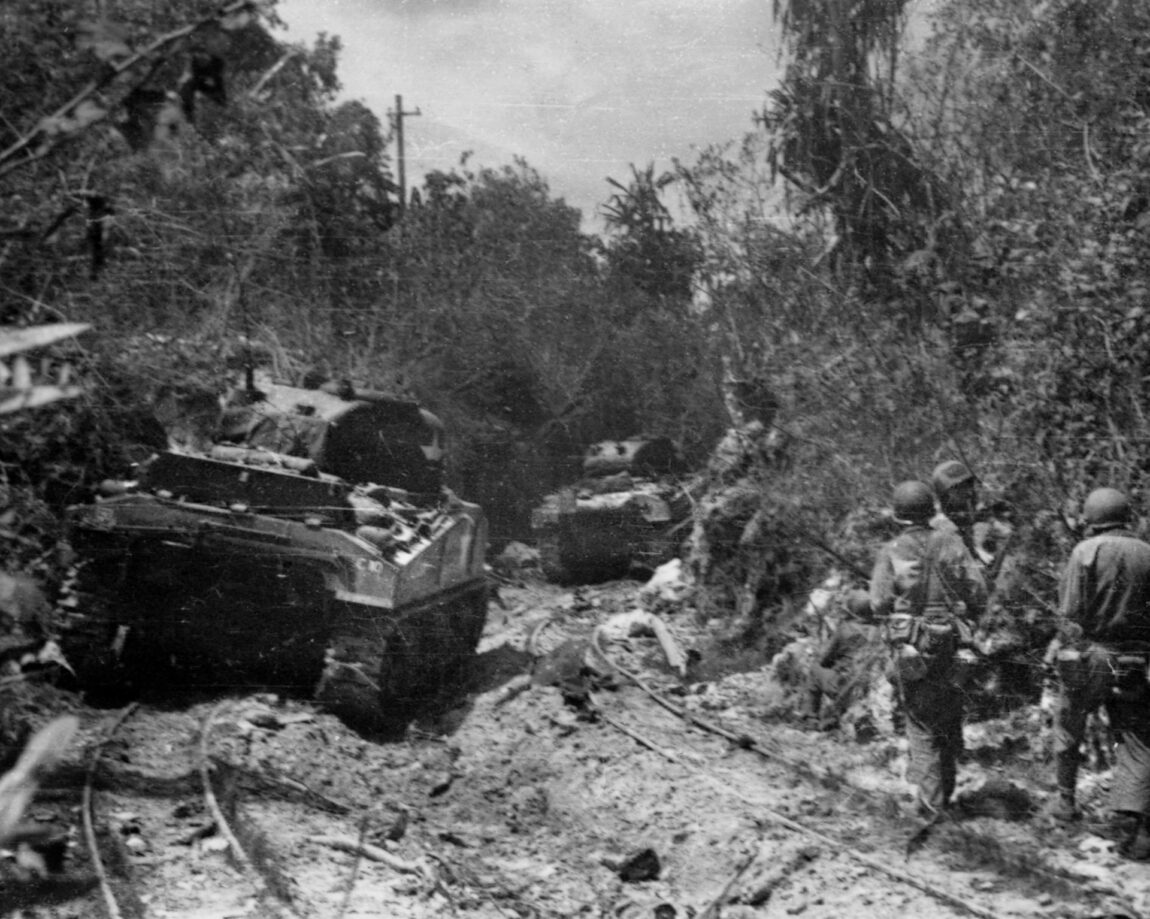
Amerikanische Soldaten des 322. Infanterieregiments und Sherman-Panzer des 710. Panzerbataillons folgten im September 1944 den Feldbahngleisen, die zum Phosphatwerk von Angaur und zum Salome-See führten

Im Zweiten Weltkrieg fand auf Angaur entlang der Feldbahngleise eine Schlacht zwischen US-amerikanischen und japanischen Truppen statt, bei der die Feldbahngleise weitgehend zerstört wurden. In der Nachkriegszeit setzten die Japaner die Praktiken des Imports von Bergbauarbeitern fort. Die 350 Inselbewohner, die in den Bergwerken arbeiteten, hatten in der Regel Jahresverträge und lebten unter leicht verbesserten Bedingungen.

## Streckenverlauf
In dem Feldbahnnetzwerk gab es folgende Streckenabschnitte:
- Western RR
- Milwaukee RR
- Northern RR
- Seaboard RR
- Pacific RR
- Southern RR

## Lokomotiven

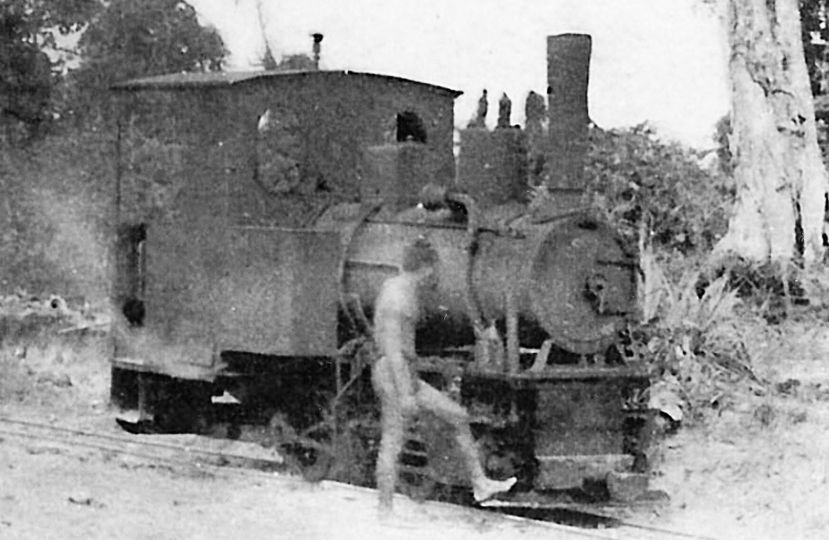
O&K-Dampflokomotive auf einer alten Postkarte

Folgende O&K-Dampflokomotiven der Bauart B n2t mit 40 PS und 600 mm Spurweite wurden an die Deutsche Südseephosphat AG, Angaur geliefert:
| Werksnummer | Baujahr |
| ----------- | ------- |
| 3161        | 1908    |
| 3162        | 1908    |
| 3163        | 1908    |
| 4236        | 1910    |
| 4783        | 1911    |